# Adinda stebbingi
Adinda stebbingi is een pissebed uit de familie Scleropactidae. De wetenschappelijke naam van de soort is voor het eerst geldig gepubliceerd in 1914 door Collinge.